# Peter Andreas Johann Steinsberg
Peter Andreas Christoph Johann Steinsberg (Tallinn, 1795. január 24. – ?) balti német színész, drámaíró.

## Élete
Halála pontos dátuma ismeretlen. 1817 és 1824 közt a tallinni Német Színház színésze volt, majd Németországba ment, életéről ezután nem maradtak fenn adatok. Észt nyelvű rövid darabokat írt, amelyeket a német nyelvű előadások kiegészítő darabjaiként adtak elő. Művei más szerzők, elsősorban August von Kotzebue hatását tükrözik. Nevéhez fűződik a legelső észt nyelvű színmű, a Häbbi sel, kes petta tahhab! (1819) megalkotása. A darabot először 1819. április 5-én adták elő Tallinnban. Sternberg nevéhez fűződik az első, teljesen észt nyelven előadott színházi előadás is. Az előadásra Pärnuban került sor, a tallinni Német Színház társulata itt adta elő Kotzebue Der Trunkenbold című kétfelvonásos vígjátékát Permi Jago unne-näggo címen, a művet feltehetőleg Sternberg fordította észtre, illetve adaptálta a cselekményt az észt viszonyoknak megfelelően. 

## Munkái
- Häbbi sel, kes petta tahhab! (1819)
- Krappi Kaie Willetsus, ehk: Kes paljo lobbiseb, peab paljo wastama (1821)
- Pärmi Jago unne-näggo (1824)

## Fordítás
- Ez a szócikk részben vagy egészben  a   Peter Andreas Johann Steinsberg című észt Wikipédia-szócikk ezen változatának fordításán alapul.  Az eredeti cikk szerkesztőit annak laptörténete sorolja fel. Ez a jelzés csupán a megfogalmazás eredetét és a szerzői jogokat jelzi, nem szolgál a cikkben szereplő információk forrásmegjelöléseként.